# Manerbio
Manerbio es una localidad y comune italiana de la provincia de Brescia, región de Lombardía, con 13.290 habitantes. Se encuentra en el corazón de la Llanura padana, próxima a Cremona.

## Evolución demográfica
| Gráfica de evolución demográfica de Manerbio entre 1861 y 2001 |
|                                                                |
| Fuente ISTAT - elaboración gráfica de Wikipedia                |